# Brent Smedley
Brent Smedley, detto Deadly (Alexandria, 14 gennaio 1971), è un batterista statunitense, membro del gruppo heavy metal Iced Earth.

## Il nome
Il soprannome Deadly Smedley deriva dalla precisione "mortale" con cui il batterista accompagna le canzoni degli Iced Earth ed anche dalla velocità e cambi di ritmo unici nel suo genere.

## Carriera musicale
Brent è conosciuto soprattutto per la sua carriera con gli Iced Earth dal 1996 al 1997, dal 1998 al 1999 e di nuovo dall'ottobre 2006 fino al 2013. 
Nelle pause della sua carriera ha portato avanti progetti come quello dei Tempest Reign, dei Prodigy e Oracle. 
Sua nuova band, Out of Darkness (Florida, Stati Uniti) in tour negli Stati Uniti con Offensive (Heavy Metal Band dal Maryland) - 2021

## Riconoscimenti
Brent è maestro di batteria nella sua città attuale, Jacksonville.

## Discografia

### Out of Darkness
2020 - Seize the Day

### Con gli Iced Earth
Album in studio
- 1996 - The Dark Saga
- 2007 - Framing Armageddon (Something Wicked Part I)
- 2008 - The Crucible of Man (Something Wicked Part II)
- 2011 - Dystopia
- 2017 - Incorruptible

Live
- 1999 - Alive in Athens

Raccolte
- 1997 - Days of Purgatory

Singoli
- 1999 - The Melancholy E.P.
- 2007 - Overture of the Wicked
- 2008 - I Walk Among You